# Star Academy (Frankrijk)
Star Academy is een programmaformule ontwikkeld door de commerciële Franse televisiezender TF1.
Star Academy werd geïntroduceerd in 2001 op TF1 en trekt zelfs meer kijkers dan de Franse versie van Idols (Nouvelle Star). Het programma kent 17 liveshows, met 2 halve finales (één  halve finale voor de twee overgebleven mannelijke kandidaten, en een voor de twee overgebleven vrouwelijke kandidaten, tenzij drie mannen of vrouwen en één man/vrouw nog over is, wordt tijdens de laatste liveshow voor de halve finales geloot wie tegen wie strijd om een plek in de finale), diegene die in de halve finale de meeste stemmen heeft gekregen is door naar de grote finale waarin de winnaar wordt bekendgemaakt.
Het programma wordt sinds seizoen 1 gepresenteerd door Nikos Aliagas. Veel kandidaten van Star Academy zijn grote sterren geworden in Frankrijk en omgeving. Grote sterren als Madonna, Lionel Richie, Phil Collins, Johnny Halliday, Céline Dion zijn weleens te gast geweest in een liveshow, welke minstens zes miljoen kijkers trekt op vrijdagavond.
In deze liveshows moeten de kandidaten hun zangtalent (maar soms ook hun show- en danstalent) tonen voor de leraren die ook de jury is in het programma, de leraren nomineren tot de halve finale de slecht gescoorde kandidaten, waarin de kijkers één kandidaat naar de volgende liveshow door laat gaan tijdens de liveshow en één kandidaat wordt door de medekandidaten naar huis gestuurd aan het eind van de show, maar dat gebeurt slechts tot er 6 kandidaten nog over zijn, in de laatste liveshows beslist het publiek wie door mag en wie moet vertrekken.
De finale van Star Academy wordt altijd op de vrijdag voor kerstmis gehouden. Behalve in seizoen 1 en 7, omdat seizoen 7 pas eind oktober 2007 begon en TF1 het WK Rugby van 2007 in Frankrijk uitzond. De finale van dat seizoen vond in februari 2008 plaats.
De hoofdprijs bij Star Academy is een geldbedrag van 1 miljoen euro, een platencontract bij Universal Music Group en een tournee door Frankrijk.

## Winnaars
- Seizoen 1, 2001-2002: Jenifer Bartoli
- Seizoen 2, 2002: Nolwenn Leroy
- Seizoen 3, 2003: Élodie Frégé
- Seizoen 4, 2004: Grégory Lemarchal
- Seizoen 5, 2005: Magalie Bonneau
- Seizoen 6, 2006: Cyril Cinelu
- Seizoen 7, 2007-2008: Quentin Mosimann
- Seizoen 8, 2008: Mickels Réa
- Seizoen 9, 2012-2013: Laurène Bourvon
- Seizoen 10, 2022: Anisha Jo
- Seizoen 11, 2023-2024: Pierre Garnier
- Seizoen 12, 2024-2025: Marine Delplace